# Lándzsás szárnyú almamoly
A lándzsás szárnyú almamoly (Blastodacna atra) a valódi lepkék (Glossata) alrendjébe tartozó lándzsás tündérmolyfélék (Agonoxenidae) családjának egyik faja. Régebben a tündérmolyfélék (Cosmopterygidae) közé sorolták.

## Elterjedése, élőhelye
Európa egész mérsékelt és északi zónájában általánosan elterjedt, de ezen belül hazánkban viszonylag kevés helyen él.

## Megjelenése
Szárnyát barna alapon rozsdássárga mintázat díszíti, főleg a szárny belső felén. A szárnyfesztávolsága 12–14 mm.

## Életmódja
Egy évben egy generációja nő fel. Fiatal hernyói telelnek át a rügyek alapjánál készített, odúszerű rejtekekben. A telelés nem igazi diapauza, hanem olyan hidegmerevség, ami véget ér, mihelyt az idő jobbra fordul. A feléledő hernyó a rügyeket károsítja – egy-egy hernyó többet is. A termőrügyeket jobban kedveli a levélrügyeknél. A kifejlett hernyó többnyire a vessző zöld és elfásodott részének határán, a kéreg alatt vagy egy termőrügyben kis kamrát rág ki, és abban bábozódik be. A körülbelül egy hónap múlva, június–júliusban, általában éjszaka kelnek ki. Később is éjszaka aktívak.
Fő tápnövénye az alma, de Dániában a körte, hazánkban a körte és a vadkörte is. Gazdasági jelentősége általában nincs, de tömegesen elszaporodva az alma kártevőjévé válhat. A XX. században kártételét jelezték Turkesztánból, Dániából, Lengyelországból és Finnországból is. Egyesek szerint valójában jóval több kárt okoz, de azt gyakran a fagynak vagy más oknak tulajdonítják.